# 山本靖則
山本 靖則（やまもと やすのり、1959年2月20日 - ）は、日本の経営者。島津製作所の社長を務めている。

## 経歴・人物
福井県出身。福井大学工学部応用物理学科を経て、1983年に大阪大学工学院工学研究科を修了し、同年に島津製作所に入社。執行役員、常務執行役員、取締役執行役員、取締役専務執行役員最高財務責任者を経て、2022年4月に社長に就任。